# Forest of the piano
『Forest of the piano』（フォレスト・オブ・ザ・ピアノ）は、2007年公開の日本のアニメーション映画『ピアノの森』のテーマ曲として篠原敬介によって作曲されたピアノ曲である。ウラディーミル・アシュケナージが演奏を担当し、その美しい旋律を絶賛した。とりわけフランスで人気を博し、Tutti Magazine (フランスの音楽雑誌WEB版,
外部リンク参照）でアシュケナージはインタビューに答えている。篠原はこの映画のオリジナルサウンドトラックを手掛けている。
ピアノ・ソロ・バージョンは「Forest of the Piano advanced version」と「Forest of the piano simple version」が出版されている。オーケストラ・バージョンもあり、マリオ・クレメンス指揮のチェコ・フィルハーモニー管弦楽団が録音演奏している。
「Forest of the Piano advanced version」はヤマハより楽譜が出版され、ソニーミュージックよりオリジナル・サウンドトラックCDがリリースされている。その他、ニコライ・トカレフによるCDもリリースされており、多くのピアニストがリサイタルなどで度々演奏している。